# Wybory do Parlamentu Europejskiego w Austrii w 1999 roku
Wybory do Parlamentu Europejskiego w Austrii w 1999 roku zostały przeprowadzone 13 czerwca 1999. Austriacy wybrali 21 przedstawicieli do Parlamentu Europejskiego V kadencji. Wybory wygrała Socjaldemokratyczna Partia Austrii, zdobywając 31,71% głosów i 7 miejsc w PE.

## Wyniki wyborów
| Lista wyborcza                     | Głosy     | %      | Miejsca |
| ---------------------------------- | --------- | ------ | ------- |
| Socjaldemokratyczna Partia Austrii | 888 338   | 31,71  | 7       |
| Austriacka Partia Ludowa           | 859 175   | 30,67  | 7       |
| Wolnościowa Partia Austrii         | 655 519   | 23,40  | 5       |
| Zieloni                            | 260 273   | 9,29   | 2       |
| Forum Liberalne                    | 74 467    | 2,66   | 0       |
| Sojusz Chrześcijańsko-Społeczny    | 43 084    | 1,54   | 0       |
| Komunistyczna Partia Austrii       | 20 497    | 0,73   | 0       |
| Głosy nieważne i puste             | 87 380    | –      | –       |
| Suma głosów ważnych                | 2 888 733 | 100,00 | 21      |